# Arevik
För andra betydelser, se Arevik (olika betydelser).
Arevik är en flickgrupp från Armenien. De deltog i Junior Eurovision Song Contest 2007 med sången "Erazanq" (Երազանք) som betyder en dröm. Gruppen blev tvåa med bara en poäng bakom Vitryssland som vann.